# Fast Retailing
Fast Retailing (ファーストリテイリング, Fāsuto Riteiringu) est une société fondée en 1963 par Tadashi Yanai. Le groupe détient les marques Uniqlo, Comptoir des Cotonniers, Princesse tam.tam, Theory, Helmut Lang, J Brand et g.u.

## Histoire
Fast Retailing est créé en 1963 par Tadashi Yanai.
En 2005, la société prend le contrôle de Nelson Finances, propriétaire de la marque Comptoir des Cotonniers, et crée Fast Retailing France SAS. Six mois plus tard, c'est au tour du groupe Petit Véhicule (Princesse tam.tam et Lulu Castagnette) de tomber dans l'escarcelle de Fast Retailing. La même année, Fast Retailing devient le septième groupe de prêt-à-porter au monde.
En 2009, le bénéfice est en progression et l'entreprise a pour objectif de devenir en 2010 « le numéro un mondial du vêtement décontracté » avec des ventes annuelles de 1 000 milliards de yens, sans y parvenir cependant.
Fast Retailing achète 80,1 % de l'entreprise américaine J Brand pour 300 millions de dollars en 2012.
En 2013, le chiffre d'affaires de la société dépasse pour la première fois 1 000 milliards de yens avec 1 143 milliards de yens (9,14 milliards d'euros).